# Jacquemart de Hesdin
Jacquemart de Hesdin (ur. 1355 Hesdin(?) – zm. 1414) – niderlandzki malarz iluminator czynny w latach 1384-1413, zajmujący się sztuką iluminowania rękopisów. Reprezentant gotyku międzynarodowego i szkoły franko-flamandzką.
Urodził się prawdopodobnie w Hesdin, małej francuskiej miejscowości na północy kraju, w departamencie Pas-de-Calais. Miasto należało do Flandrii i było pod panowaniem książąt burgundzkich. Pracował dla członków francuskiej rodziny królewskiej m.in. dla Jana I Aragońskiego; jego głównym mecenasem był Jan de Berry dla którego pracował od 1384 (lub 1386) roku. Dla księcia de Berry stworzył:
- w 1409 roku Grandes Heures du Duc de Berry (Bibliotheque Nationale de France, Paryż) ; małe miniatury wzorowane były na stylu Mistrza Paramentu z Narbonne i Jeana Pucella, jedyna zachowana całostonicowa iluminacja (nieukończona) była wzorowana na pracy włoskiego artysty Simonego Martiniego, dokładnie na jednej z kwater z Ołtarza Orsini,
- Petites Heures du Duc de Berry (Bibliotheque Nationale de France, Paryż); Hesdin był autorem cyklu godzinek maryjnych powstałych w II fazie od 1384-1390 roku,
- Très Belles Heures du Duc de Berry (Bibliotheque Royale de Belgique, Bruksela), całostronicowe miniatury powstałe w latach 1400-1402 w partii godzinek maryjnych i pasyjnych, wykonanych metodą grisaille według tradycji prac Jeana Pucella, Andrea Beauneveu i Mistrza Paramentu z Narbonne,
- Psałterz księcia de Berry – Hesdin wykonał dwie miniatury m.in. Głupiec lunarny (Szaleniec), powstała na wzór karty z Godzinek Jeanne d’Evreux autorstwa Jeana Pucelle’a,
- Biblia papieża Klemensa VII – niektóre prace dekoracyjne[4].